# Char 2C
Char 2C (фр. Танк 2C, у ряді джерел позначається, як FCM 2C) — французький надважкий танк. Розроблений під час Першої світової війни, однак у військових діях участі не брав. Char 2C — найбільший за метричними розмірами з усіх танків, які коли-небудь приймалися на озброєння у світі, і другий за величиною з коли-небудь побудованих (поступається лише російському Цар-танку на колісному шасі). Танк перебував на озброєнні армії Франції аж до Другої світової війни, але як і близький до нього радянський важкий танк Т-35, не був ефективний в якійсь із передбачуваних танкам такого класу ролей (за винятком психологічного впливу на моральний стан військ противника).

## Історія
2C можна вважати родоначальником «сухопутних дредноутів». Розробка його почалася 1917 року, і вже 1919 року передбачалося випустити 300 одиниць, однак у зв'язку із закінченням військових дій виробництво було різко згорнуто. У результаті до 1923 року виготовили всього 10 танків типу 2C. Озброєння складалося з 75-мм гармати та декількох кулеметів що розміщувалося в двох баштах (гарматної спереду та кулеметної ззаду) та бортових амбразурах. Будучи за мірками 1917 достатньо прогресивною машиною, до початку тридцятих танк вже повністю застарів як морально, так і технічно. Тут і невдале розташування двох башт в одному ярусі, виключало круговий обстріл, і величезні розміри машини, і низька прохідність та надійність.

## Модифікації
У 1926 танк, який пізніше назвали «Champagne», був модифікований та отримав нове позначення «Char 2C біс». Нова версія була озброєна гаубицею 155 мм, відмовилися в ній і від передніх кулеметів. У цій конфігурації вага досягнула 74 тон. Модифікація ця була лише тимчасовою і в тому ж році «Champagne» був повернений до початкової конфігурації.
Танк № 97 (Лоррейн) в 1939 р. був екранований. Лобова броня була доведена до 90 мм, а бічна до 35 мм, внаслідок чого вага зросла до 75 тон, що є непобитим рекордом серед танків, прийнятих на озброєння. Для порівняння, бойова маса Тигра II становила 69,8 т.

## Власні імена танків Char 2C

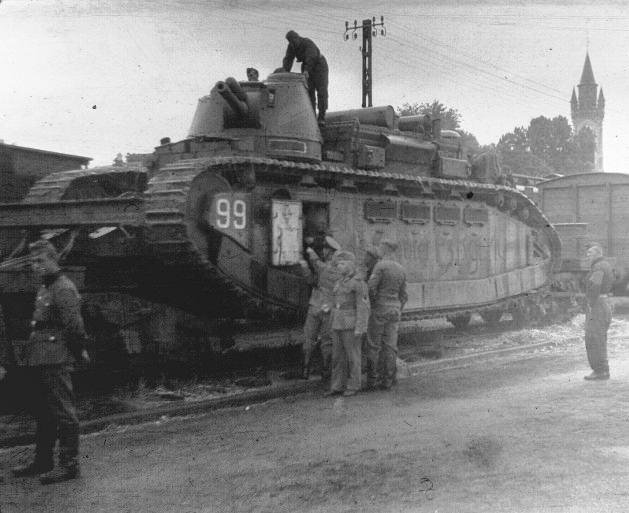
«Шампань» після захоплення німецькими військами на заході Франції, літо 1940

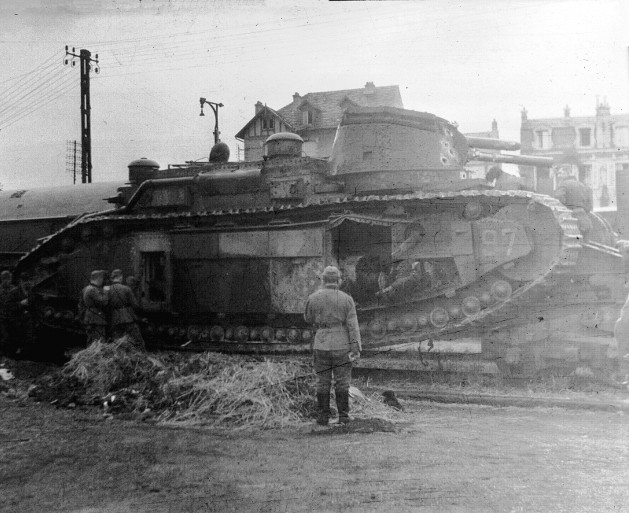
«Лотарингія» влітку 1940

1. № 90 Poitou (Пуату)
2. № 91 Provence (Прованс)
3. № 92 Picardie (Пікардія)
4. № 93 Alsace (Ельзас)
5. № 94 Bretagne (Бретань)
6. № 95 Touraine (Турень)
7. № 96 Anjou (Анжу)
8. № 97 Normandie (Нормандія), з 1939 Lorraine (Лотарингія)
9. № 98 Berry (Беррі)
10. № 99 Champagne (Шампань)

## Служба та бойове застосування
На озброєнні французької армії танки 2C стояли аж до окупації Франції 1940 року. У військах кожний танк, подібно кораблю, мав власне ім'я (машини називали на честь провінцій Франції). Після прориву німецькими військами лінії фронту 1940 року, ешелон з цими танками був відправлений у тил, але по дорозі виявився відрізаний від цілі підривом тунелю. 15 червня 1940 року танки були підірвані, щоб уникнути потрапляння їх до рук ворога.
За іншою версією, танки були знищені штурмовиками люфтваффе прямо на залізничних платформах через кілька годин після підписання капітуляції Франції.

## Відео
- French FCM 2C Tank [Архівовано 11 листопада 2019 у Wayback Machine.]